# Tropidophis grapiuna
Espèce
Tropidophis grapiuna est une espèce de serpents de la famille des Tropidophiidae. 

## Répartition
Cette espèce est endémique de l'État de Bahia au Brésil.

## Publication originale
- Curcio, Sales Nunes, Suzart Argôlo, Skuk & Rodrigues, 2012 : Taxonomy of the South American Dwarf Boas of the Genus Tropidophis Bibron, 1840, With the Description of Two New Species from the Atlantic Forest (Serpentes: Tropidophiidae). Herpetological Monographs, vol. 26, n. 1, p. 80-121.